# John Hammond
John Hammond (Illinois, 19 de julho de 1954) é um treinador de basquetebol norte-americano e ex-gerente-geral do Milwaukee Bucks da National Basketball Association (NBA). Em 2010, venceu o NBA Executive of the Year.